# 1567년

## 연호
- 명(明) 융경(隆慶) 원년
- 일본(日本) 에이로쿠(永禄) 10년
- 후 레 왕조(後黎朝) 찐찌(正治) 10년
- 막 왕조(莫朝) 투언푹(淳福) 3년

## 기년
- 류큐(琉球) 쇼겐왕(尚元王) 12년
- 명(明) 목종 융경제(穆宗 隆慶帝) 원년
- 조선(朝鮮) 명종(明宗) 22년
- 후 레 왕조(後黎朝) 영종(英宗) 11년
- 막 왕조(莫朝) 막머우헙(莫茂洽) 3년

## 사건
- 7월  3일 - 조선 14대 국왕 선조 즉위(음력)
- 7월 24일 - 스코틀랜드 메리 1세 여왕 퇴위 후 제임스 1세 즉위.
- 명나라 복건순무(福建巡撫) 도택민(塗澤民)이 거의 200년간 실시되고 있던 해금(海禁)을 풀어 줄 것을 청하여, 복건 장주(漳州)의 월항(月港) 한 곳을 교역항으로 개방하였다.

## 탄생
- 5월 15일 - 이탈리아의 작곡가, 바이올리니스트, 가수 클라우디오 몬테베르디. (~1643년)
- 8월 21일 - 스위스의 가톨릭 주교이자 성인 프란치스코 살레시오. (~1622년)
- 9월 5일 - 일본 센고쿠 시대 장수 다테 마사무네. (~1636년)
- 12월 29일 - 조선의 의병장 김덕령. (~1596년)

### 미상
- 조선 중기의 문신 김응수. (~?)
- 일본 센고쿠 시대의 무장 사나다 노부시게. (~1615년)

## 사망
- 1월 23일 - 중국 명나라의 제11대 황제 가정제. (1507년~)
- 6월 24일 - 조선의 최초 부대부인 하동부대부인. (1530년~)

### 미상
- 조선 13대 국왕 명종. (1534년~)
- 조선 중기의 문신, 인순왕후의 아버지, 명종의 장인 심강. (1514년~)